# Mirowaja ekonomika i meschdunarodnje otnoschenija
Mirowaja ekonomika i meschdunarodnje otnoschenija (MEMO) (russisch Мировая экономика и международные отношения ‚Weltwirtschaft und Internationale Beziehungen‘) ist eine wissenschaftliche Fachzeitschrift des Moskauer Instituts für Weltwirtschaft und internationale Beziehungen. Das Magazin erscheint seit 1957 monatlich auf Russisch.
Es enrhält Artikel aus den Bereichen der Politikwissenschaft, der Internationalen Beziehungen, der Politischen Soziologie und der Regionalwissenschaften.
ISSN 0131-2227, ISSN 0026-5829